# Guardian: The Lonely and Great God
Guardian: The Lonely and Great God (hangul: 쓸쓸하고 찬란하神 - 도깨비; rr: Sseulsseulhago Chanlanhasin – Dokkaebi; também conhecido como Goblin) é uma telenovela sul-coreana exibida pela tvN de 2 de dezembro de 2016 a 21 de janeiro de 2017, estrelada por Gong Yoo, Kim Go-eun, Lee Dong-wook, Yoo In-na e Yook Sung-jae.
Seu episódio final registrou uma audiência de 18.68% em todo o país, tornando-o sétimo drama de maior audiência na história da televisão a cabo coreana. Sua exibição recebeu aclamação da crítica e se tornou um fenômeno cultural na Coreia do Sul.

## Enredo
Kim Shin (Gong Yoo) é um goblin imortal e protetor de almas. Ele é o senhorio do ceifador (Lee Dong-wook), que é o responsável por conduzir as almas de pessoas falecidas. Shin não quer mais a imortalidade, mas precisa de uma noiva humana para acabar com sua longa vida. Ele acaba tendo sua vida cruzada com Ji Eun-tak (Kim Go-eun), uma estudante do ensino médio, que possui a habilidade especial de ver fantasmas e está destinada a ser sua noiva e devolvê-lo a cinzas. Enquanto isso, Sunny (Yoo In-na) é a atraente dona de um restaurante de frango que emprega Eun-tak. A vida dessas quatro pessoas muda, quando se encontram e suas vidas se tornam entrelaçadas.

## Elenco

### Elenco principal
- Gong Yoo como Kim Shin
- Kim Go-eun como Ji Eun-tak
  - Han Seo-jin como Ji Eun-tak (jovem)
- Lee Dong-wook como ceifador
- Yoo In-na como Kim Sun
- Yook Sung-jae como Yoo Deok-hwa
  - Jung Ji-hoon como Yoo Deok-hwa (jovem)

### Elenco de apoio
- Lee El como Samshin
- Kim Byung-chul como Park Joong-heon
- Kim Sung-kyum como Yoo Shin-woo
- Yum Hye-ran como Ji Yeon-suk
- Jung Yeong-gi como Park Kyung-shik
- Choi Ri como Park Kyung-mi
- Jo Woo-jin como Kim Do-young

### Outros
- Hwang Seok-jeong como irmãs trigêmeas; duas delas como uma xamã cartomante e uma fantasma
- Ham Sung-min como soldado norte-coreano

## Trilha sonora
1. "Stay With Me" - Chanyeol (EXO) e Punch
2. "My Eyes" (내 눈에만 보여) - 10cm
3. "Hush" - Lasse Lindh
4. "Beautiful" - Crush
5. "You Are So Beautiful" (이쁘다니까) - Eddy Kim
6. "Who Are You" - Sam Kim
7. "I Miss You" - Soyou (Sistar)
8. "First Snow" (첫 눈) - Jung Joon Il
9. "I Will Go to You Like the First Snow" (첫눈처럼 너에게 가겠다) - Ailee
10. "Wish" (소원) - Urban Zakapa
11. "And I'm here" - Kim Kyung Hee
12. "Winter is coming" - Han Soo Ji
13. "Stuck in love" - Kim Kyung Hee
14. "Heaven" - Roy Kim, Kim EZ (GGot Jam Project)
15. "Love" - Mamamoo
16. "Round and Round" - Heize & Han Soo-ji

## Impacto

### Audiência e impacto cultural
O drama obteve grande sucesso e constantemente durante sua exibição, superou os índices de audiência da televisão a cabo sul-coreana. Seu episódio final, registrou uma audiência nacional de 18,680%, de acordo com a empresa de medição Nielsen, tornando o episódio a segunda maior audiência da história da televisão a cabo no país. Além disso, tornou-se a primeira produção de dramaturgia a cabo, a superar os 20% de audiência. Internacionalmente, também obteve popularidade, o que levou a formação de paródias do drama em diversos sites de mídia social, notavelmente sendo realizados por celebridades e figuras políticas.
Guardian: The Lonely and Great God promoveu diversas tendências de moda. Ítens e acessórios utilizados pelos integrantes do elenco, como o casaco Lanvin usado por Gong Yoo, o batom Lancôme utilizado por Kim Go-eun e o Fedora usado por Lee Dong-wook, viram um aumento de suas vendas. O livro de poesia de Kim In-yook, intitulado The Physics of Love, ganhou atenção renovada após um de seus versos aparecerem na produção.
Um efeito econômico positivo no país foi sentido pelo aumento de visitantes aos locais de gravação de Guardian: The Lonely and Great God Adicionalmente, sua trilha sonora original, atingiu o topo das paradas musicais locais.

### Recepção da crítica
Seu êxito foi atribuído a seu enredo considerado criativo, para o jornal The Korea Times,  a profundidade da perspectiva de se olhar para a vida do globin que tem uma espada ensanguentada no peito e recebeu a vida eterna como castigo, mergulha o público na história de fantasia. A reviravolta e a complexidade da vida e a morte, torna a história mais interessante".
Apesar disso, sua recepção pela crítica especializada foi mista, com Guardian: The Lonely and Great God recebendo criticas pelas inúmera inserções de produtos de consumo (assim como Descendants of the Sun de 2016, também de autoria de Kim Eun-sook), que atraiu cerca de 2 a 4 bilhões de wones de receita. A crítica também avaliou diversos aspectos da produção, como a sua forte ênfase no "complexo de Cinderela" e a enorme diferença de idade entre os personagens principais, o que poderia levar a um declínio do status social feminino. Outros aspectos como seu enredo excessivamente dramático, também foram alvo de avaliação.

## Recepção
Na tabela abaixo, os números azuis representam as audiências mais baixas e os números vermelhos representam as audiências mais elevadas.
| Episódio | Data de transmissão original | AGB Nielsen Ratings | AGB Nielsen Ratings | TNmS Ratings |
| Episódio | Data de transmissão original | Em todo o país      | Seul                | TNmS Ratings |
| -------- | ---------------------------- | ------------------- | ------------------- | ------------ |
| 1        | 2 de dezembro de 2016        | 6.322%              | 7.540%              | 6.7%         |
| 2        | 3 de dezembro de 2016        | 7.904%              | 10.024%             | 8.1%         |
| 3        | 9 de dezembro de 2016        | 12.471%             | 14.274%             | 12.0%        |
| 4        | 10 de dezembro de 2016       | 11.373%             | 13.768%             | 12.7%        |
| 5        | 16 de dezembro de 2016       | 11.507%             | 12.075%             | 14.0%        |
| 6        | 17 de dezembro de 2016       | 11.618%             | 14.772%             | 13.0%        |
| 7        | 23 de dezembro de 2016       | 12.297%             | 13.993%             | 13.5%        |
| 8        | 24 de dezembro de 2016       | 12.344%             | 14.748%             | 11.6%        |
| 9        | 30 de dezembro de 2016       | 12.933%             | 13.333%             | 14.6%        |
| 10       | 31 de dezembro de 2016       | 12.702%             | 14.551%             | 13.3%        |
| 11       | 6 de janeiro de 2017         | 13.894%             | 15.749%             | 14.8%        |
| 12       | 7 de janeiro de 2017         | 13.712%             | 15.680%             | 14.6%        |
| 13       | 13 de janeiro de 2017        | 14.254%             | 16.525%             | 15.3%        |
| 14       | 20 de janeiro de 2017        | 16.043%             | 17.767%             | 16.3%        |
| 15       | 21 de janeiro de 2017        | 16.917%             | 18.829%             | 19.6%        |
| 16       | 21 de janeiro de 2017        | 18.680%             | 20.986%             | 19.6%        |
| Média    | Média                        | 12.924%             | 14.729%             | 13.7%        |
| Especial | 14 de janeiro de 2017        | 9.427%              | 11.786%             | 9.1%         |
| Especial | 3 de fevereiro de 2017       | 3.606%              | 5.050%              | 3.9%         |
| Especial | 4 de fevereiro de 2017       | 4.075%              | 5.582%              | 4.2%         |

## Prêmios e indicações
| Ano  | Prêmio                 | Categoria                     | Beneficiário                                   | Resultado | Ref.          |
| ---- | ---------------------- | ----------------------------- | ---------------------------------------------- | --------- | ------------- |
| 2017 | Korea Brand Awards     | Prêmio Especial               | Guardian: The Lonely and Great God             | Venceu    | [ 29 ]        |
| 2017 | Korean Cable TV Awards | Melhor Drama                  | Guardian: The Lonely and Great God             | Venceu    | [ 30 ]        |
| 2017 | Korean Cable TV Awards | Melhor Trilha Sonora          | "I Will Go to You Like the First Snow" - Ailee | Venceu    | [ 30 ]        |
| 2017 | Korean Cable TV Awards | Prêmio de Estrela em Ascensão | Yook Sung-jae                                  | Venceu    | [ 30 ]        |
| 2017 | Korean Cable TV Awards | VOD Broadcasting              | Guardian: The Lonely and Great God             | Venceu    | [ 30 ]        |
| 2017 | Baeksang Arts Awards   | Grande Prêmio                 | Kim Eun-sook                                   | Venceu    | [ 31 ] [ 32 ] |
| 2017 | Baeksang Arts Awards   | Melhor Drama                  | Guardian: The Lonely and Great God             | Indicado  | [ 31 ] [ 32 ] |
| 2017 | Baeksang Arts Awards   | Melhor Diretor                | Lee Eung-bok                                   | Indicado  | [ 31 ] [ 32 ] |
| 2017 | Baeksang Arts Awards   | Melhor Roteiro                | Kim Eun-sook                                   | Indicado  | [ 31 ] [ 32 ] |
| 2017 | Baeksang Arts Awards   | Melhor Ator                   | Gong Yoo                                       | Venceu    | [ 31 ] [ 32 ] |
| 2017 | Baeksang Arts Awards   | Melhor Atriz                  | Kim Go-eun                                     | Indicado  | [ 31 ] [ 32 ] |